# Mitja Mahorič
Mitja Mahorič (12 de mayo de 1976) es un ciclista esloveno.

## Palmarés
| 2000 - 1 etapa de la Vuelta a Eslovenia - 2.º en el Campeonato de Eslovenia Contrarreloj 2001 - Campeonato de Eslovenia Contrarreloj 2003 - Campeonato de Eslovenia Contrarreloj - Vuelta a Eslovenia 2004 - Vuelta a Eslovenia, más 1 etapa 2005 - Campeonato de Eslovenia en Ruta - The Paths of King Nikola, más 1 etapa | 2006 - 1 etapa del The Paths of King Nikola - Raiffeisen G. P. 2007 - The Paths of King Nikola - 1 etapa de la Tour de Croacia 2008 - 1 etapa de la Vuelta a Cuba - The Paths of King Nikola, más 2 etapas - Clásica Belgrado-Čačak 2009 - Istrian Spring Trophy - 2.º en el Campeonato de Eslovenia en Ruta |